# Relaciones Argentina-Suecia
Las relaciones Argentina–Suecia se refiere a las relaciones bilaterales entre Argentina y Suecia. Ambos países establecieron relaciones diplomáticas el 3 de enero de 1846. Argentina tiene una embajada en Estocolmo. Suecia tiene una embajada en Buenos Aires y tres consulados honorarios en Córdoba, Oberá y San Miguel de Tucumán. El embajador es también concurrente para Uruguay y Paraguay.
Hay alrededor de 175.000 personas de ascendencia sueca que viven en Argentina.
En 1977, la muchacha sueca-argentina Dagmar Hagelin desapareció en la Argentina durante la última Dictadura Cívico Militar Argentina.